# محمد أمين نجمي
محمد أمين نجمي (من مواليد 8 مايو 1981) هو لاعب كرة قدم مغربي معتزل، كان يلعب في مركز الدفاع. خاض عدة تجارب احترافية داخل المغرب وخارجه، ولعب مباراة دولية واحدة مع منتخب المغرب لكرة القدم سنة 2011.

## مسيرته
بدأ مسيرته مع أولمبيك خريبكة، ثم تمت إعارته إلى نادي عجمان الإماراتي، قبل أن ينتقل إلى العربي الكويتي ثم يعود إلى المغرب ليلعب مع نهضة بركان والمغرب الفاسي.

## المنتخب الوطني
شارك في مباراة واحدة دولية مع المنتخب المغربي سنة 2011.

## روابط خارجية
- محمد أمين نجمي على فرق كرة القدم الوطنية.كوم